# Eugenio Giovannetti
Eugenio Giovannetti (Ancona, 25 febbraio 1883 – Roma, 1º maggio 1951) è stato un giornalista, scrittore e traduttore italiano.

## Biografia
Frequenta l'Università di Bologna e, dopo essersi laureato nel 1905 in lettere (nel 1911 prenderà una seconda laurea in giurisprudenza), inizia a collaborare con il Resto del Carlino e a pubblicare le prime opere, "novelle di maliziosa e letteraria eleganza" e studi sull'arte e la letteratura classica. Legato agli ambienti del tradizionalismo e del misticismo, partecipa alla prima guerra mondiale, durante la quale continua il suo lavoro di scrittore. Sposatosi con una cantante statunitense, si trasferisce a Roma dove collabora con Il Tempo, La Ronda, Il Giornale d'Italia, Il Becco giallo e altri periodici. Negli anni venti ospita nella sua casa romana un frequentato salotto letterario e pubblica numerose opere teatrali, di narrativa, costume, critica letteraria e cinematografica, spesso rielaborando scritti giornalistici. Negli anni trenta riprende gli studi antichistici, pubblicando opere storiografiche e decine di traduzioni (Cicerone, Giulio Cesare, Sallustio, Petronio Arbitro), non solo di autori antichi ma anche di studiosi (Johann Jakob Bachofen), e scrittori contemporanei (Henry James, Theodor Fontane, John Steinbeck, Marcel Proust, David Herbert Lawrence, André Gide).

## Opere principali
- Un pittore di donne e di eroi: Andocide, Bologna, Zanichelli, 1908.
- I sette peccati, Bologna, Beltrami, 1908.
- Il tramonto del liberalismo, Bari, Laterza, 1917.
- La compagnia della satira, Milano, Vitagliano, 1920.
- Satyricon: 1918-1921, Firenze, La Voce, 1921.
- Il libro degli innamorati inverosimili, Milano, Mondadori, 1923.
- Quand'amai la prima volta: confessioni dei più illustri contemporanei, Milano, Treves, 1928.
- Federico Taylor e l'americanismo , Pègaso, 1929.
- Il cinema e le arti meccaniche, Palermo, R. Sandron, 1930.
- La religione di Cesare, Milano, U. Hoepli, 1937.
- Aragò dai bei sinistri: quadri dell'amore novecentesco, Roma, Emes, 1943.

## Traduzioni
- La guerra gallica, traduzione da Gaio Giulio Cesare. Firenze, Le Monnier, 1939
- Il popolo licio, Johann Jakob Bachofen, Firenze, Sansoni, 1944